# 被動免疫
被動免疫（英語：Passive immunity）是免疫學中的一種概念，指將現成的抗體轉移到主動體液免疫上。被動免疫可以在自然情況下發生，例如母體抗體透過胎盤或母乳轉移給胎兒；也可以人工誘導，例如在免疫療法或抗血清療法中皆包含將含有針對某種病原體或毒素（來自人類、馬或其他動物）的抗體注射至患者身上。當感染風險較高且患者身體沒有足夠的時間產生自身的免疫反應，或為了減輕持續或免疫抑制疾病的症狀時，就會使用被動免疫以提供抵抗的能力。

## 自然取得

### 母體被動免疫
母源被動免疫（maternal immunity）是一種自然獲得的被動免疫，是指在孕與哺乳期間，母親傳遞給胎兒或嬰兒抗體介導的免疫。人類中，母體抗體（MatAb）會透過胎盤細胞上的FcRn受體傳遞至胎兒。這種情況主要發生在妊娠晚期，因此早產嬰兒的血壓通常會降低。免疫球蛋白G（IgG）是唯一能夠穿過人類胎盤的抗體種類，也是人體內發現的五種抗體中最常見的抗體。IgG可保護胎兒免受細菌和病毒感染。出生後不久通常需要接種疫苗以預防新生兒疾病，例如結核病、乙型肝炎、小兒麻痺和百日咳，然而，母體IgG會抑制嬰兒保護性疫苗反應的誘發。這種影響通常可以透過加強免疫的二次反應來克服。母體抗體對某些疾病（如麻疹、德國麻疹和破傷風）的預防效果，比對其他疾病（如小兒麻痺和百日咳）的預防效果好。母體被動免疫可提供即時保護，但母體IgG介導的保護通常只能持續約一年。
初乳和母乳也能提供被動免疫，其中含有的IgA抗體會被轉移到嬰兒的腸道，在新生兒能夠合成自身抗體之前，為嬰兒提供針對致病細菌和病毒的局部保護。IgA介導的保護作用取決於嬰兒母乳哺育的時間長短，這也是世界衛生組織建議至少在嬰兒出生後的頭兩年進行母乳哺育的原因之一。
除人類以外，其他物種也會在出生前轉移母體抗體，包括靈長類和兔類動物。在某些物種中，IgM和IgG可以穿過胎盤。所有其他哺乳動物物種在出生後主要或僅透過乳汁轉移母體抗體。在這些物種中，新生兒腸道能夠在出生後數小時至數天內吸收IgG。然而，一段時間後，新生兒不再能透過腸道吸收母體IgG，這種情況稱為「腸道閉鎖」。如果新生動物在腸道閉鎖之前沒有獲得足夠量的初乳，其血液中就沒有足夠的母體IgG來抵抗常見疾病。這種情況稱為被動免疫轉移失敗。可透過測量新生兒血液中的IgG含量來診斷，並透過靜脈注射免疫球蛋白進行治療。

### 其他
一份研究表明，透過空氣傳播的嚴重急性呼吸道症候群冠狀病毒2型（SARS-CoV-2）抗體是一種尚未被認識的機制，透過這種機制可以實現轉移性、被動性免疫保護。疫苗接種產生的抗體也存在於唾液中，因此可能有助於預防感染。

## 人工取得

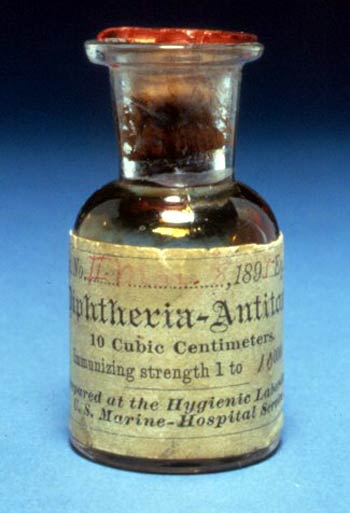
一瓶白喉抗毒素。

人工獲得性被動免疫是透過抗體轉移實現的短期免疫，可以多種形式進行，常見的方式包含人類或動物的血漿及血清、用於靜脈注射或肌肉注射的人類免疫球蛋白與單株抗體等。被動免疫通常用於預防疾病或在免疫缺陷疾病的情況下使用。它也用於治療幾種急性感染和中毒。被動免疫產生的免疫力可持續數週至三至四個月。人違背動被動也存在引起超敏反應和血清病的潛在風險，尤其是非人類來源的抗體。被動免疫提供即時保護，但身體不會產生記憶。因此，除非患者獲得主動免疫或接種疫苗，否則他們以後仍然面臨被同一種病原體感染的風險。

## 優點與缺點
被動免疫比疫苗起效更快，因為患者的免疫系統不需要產生自己的抗體：接種疫苗後，B細胞需要時間來活化和繁殖。即使個體的免疫系統出現疾病，無法對疫苗產生抗體，被動免疫仍有效。除了賦予被動免疫力外，母乳哺育對嬰兒的健康有其他持久的有益影響，例如降低過敏和肥胖的風險。
被動免疫的缺點是在實驗室中製造抗體既昂貴又困難。為了生產針對傳染病的抗體，可能需要數千名人類捐贈血液，或取得免疫動物的血液來取得抗體。接受動物抗體免疫的患者可能會因免疫動物的蛋白質而患上血清疾病，並引發嚴重的過敏反應。抗體治療可能很耗時，並且需要透過靜脈注射或靜脈注射進行，而疫苗注射或接種比抗體治療更省時，併發症風險也更小。被動免疫雖然有效，但只能持續很短的時間。

## 外部連結
- （英文）免疫系统（页面存档备份，存于） （适合高中至大学水平读者）
- （英文）微生物学和免疫学在线课本（页面存档备份，存于） (适合大学水平读者)
- （英文）《免疫学》（第五版）（页面存档备份，存于），查尔斯·詹韦（英语：Charles Janeway）编写 (适合大学高年级及研究生水平读者)
- （中文）医学免疫学网络课程 （页面存档备份，存于）
- （英文）《Immunology》（页面存档备份，存于），免疫学杂志（免费阅读）
- （英文）《细胞与分子免疫学杂志》，免疫学杂志（免费阅读）
- （英文）《一个细胞的内在生活》（页面存档备份，存于），描述人体内部功能的短片
- （英文）微生物世界 （页面存档备份，存于），介绍动物是如何抵御微生物的入侵